# Юлиана фон Ханау-Мюнценберг
Юлиана фон Ханау-Мюнценберг (на немски: Juliana von Hanau-Münzenberg; * 30 март 1529; † 8 юли 1595) е графиня от Ханау-Мюнценберг и чрез женитби вилд-и райнграфиня на Салм-Кирбург-Пютлинген и графиня на Мандершайд-Бланкенхайм.

## Произход
Дъщеря е на граф Филип II фон Ханау-Мюнценберг (1501 – 1529) и графиня Юлиана фон Щолберг (1506 – 1580), дъщеря на граф Бото фон Щолберг (1467 – 1538). Майка ѝ Юлиана фон Щолберг се омъжва втори път на 20 септември 1531 г. за граф Вилхелм Богатия от Насау-Диленбург (1487 – 1559).

## Фамилия
Първи брак: на 13 септември 1548 г. с Томас фон Салм-Кибург (1529 – 1553), вилд-и райнграф фон Салм-Кирбург-Пютлинген, син на Йохан VII фон Залм-Кирбург (1493 – 1531) и Анна фон Изенбург-Бюдинген-Ронебург-Келстербах († 1551/1557). Те имат три дъщери:
- Анна фон Кирбург-Пютлинген († 1577), омъжена на 22 октомври 1572 г. за фрайхер Вилхелм фон Крихинген († 1610), син на фрайхер Вирих фон Крихинген (1511 – 1587) и леля ѝ Антония фон Кирбург († 1589)
- Юлиана фон Кирбург-Пютлинген (1551 – 21 януари 1607), омъжена на 12 февруари 1589 г. за граф Ернст (IV) фон Мансфелд-Хинтерорт (1561 – 1609), син на граф Йохан фон Мансфелд-Хинтерорт (1526 – 1567) и принцеса Маргарета фон Брауншвайг-Люнебург (1534 – 1596), внук на граф Албрехт VII фон Мансфелд
- Мария Магдалена фон Кирбург-Пютлинген (1553 – 1554)

Втори брак: на 18 януари 1567 г. с императорския съветник граф Херман фон Мандершайд-Бланкенхайм (1535 – 1604). Те нямат деца.